# Francesca Saverio Cabrini
Francesca Saverio Cabrini (Sant'Angelo Lodigiano, 15 luglio 1850 – Chicago, 22 dicembre 1917) è stata una religiosa, missionaria e educatrice italiana naturalizzata statunitense, fondatrice della congregazione delle Missionarie del Sacro Cuore di Gesù. Nel 1946 divenne la prima cittadina statunitense a essere proclamata santa.

## Biografia
Nacque come Maria Francesca Cabrini il 15 luglio 1850, penultima degli undici figli di Agostino Cabrini e Stella Oldini.
Diplomata maestra elementare, maturò la vocazione religiosa nel collegio del Sacro Cuore di Arluno; fattasi religiosa nel 1874, nel 1880 fondò a Codogno la congregazione delle Missionarie del Sacro Cuore di Gesù e aggiunse al proprio nome quello di Saverio, in onore di san Francesco Saverio, sacerdote missionario nell'Estremo Oriente.
Inizialmente intenzionata a trasferirsi in Cina, fu inviata da papa Leone XIII a evangelizzare le Americhe.
Il 19 marzo 1889 ricevette da Giovanni Battista Scalabrini, vescovo della diocesi di Piacenza, il crocifisso dei missionari, e lo stesso anno raggiunse gli Stati Uniti d'America per prestare assistenza agli immigrati italiani. Dopo avere fondato le Missionarie ed essere arrivata nelle Americhe, imparò l'inglese e lo spagnolo, arrivando nei luoghi più impervi del Sudamerica per evangelizzare tribù che non erano mai entrate in contatto con i bianchi. Operò in altri sette paesi con 80 istituti. Fece costruire asili, scuole, convitti per studentesse, orfanotrofi, case di riposo per laiche e religiose, ospedali a New York e Chicago. 
Aprì un collegio femminile a Granada (Minnesota). Divenne una moda, un simbolo di superiorità, per i potenti locali iscrivere a quella scuola tenuta da religiose europee le proprie figlie in età da marito, cattoliche e no. Per quanto riguarda la religione, Francesca Cabrini era tollerante: era pronta ad accogliere tutte le ragazze che le mandava Dio, anche se erano di un'altra fede. Non transigeva però, pena l'esclusione delle loro figlie dall'istituto, sul fatto che quei potenti legittimassero con il loro nome le ragazze frutto di unioni passeggere oppure di relazioni con schiave o prostitute. «Non ci si libera di un essere umano dandolo in balia alle suore per lavarsi la coscienza!», tuonava.
La Compagnia femminile fondata dalla Cabrini, la congregazione cattolica delle Missionarie del Sacro Cuore di Gesù, fu la prima sia ad affrontare l'impegno missionario (tradizionalmente prerogativa degli uomini), sia a essere totalmente autonoma, ovvero non dipendente da un parallelo ramo maschile.
Le sue iniziative caritative ben presto si svilupparono in opere di assistenza economicamente autosufficienti, grazie all'erogazione congiunta di servizi a pagamento. Le missionarie fornivano agli immigrati corsi di lingua, assistenza burocratica, corrispondenza con le famiglie di origine, raggiungendo anche i più emarginati sia logisticamente, sia perché infermi, istituzionalizzati o reclusi.
Nel 1890 a New Orleans il capo della polizia locale fu assassinato da ignoti e la colpa ricadde, senza alcuna prova, sui Dagos, cioè gli italiani laceri, malnutriti, senza fissa dimora. La Cabrini si recò nella città due anni dopo, annunciando: 
Prima di andarsene fece nascere dalle rovine un orfanotrofio e poi un ospedale.
Scriveva in una lettera: 
E nei quaderni di viaggio: 
La Cabrini è ricordata anche come viaggiatrice, con 28 traversate atlantiche e l'attraversamento delle Ande per raggiungere Buenos Aires partendo da Panama.
Francesca Cabrini valorizzò la religiosità femminile in un modo considerato moderno, adatto ai tempi in cui visse, rispondente a problemi ancora attuali per via dell'evento migratorio. Per le sue iniziative è ritenuta uno dei riferimenti del moderno servizio sociale. Vide nei principi della democrazia americana una via di integrazione e di avanzamento sociale per gli emigrati italiani. Promosse l'emancipazione delle capacità di iniziativa femminile. Visse la sua devozione al Sacro Cuore interpretando il concetto di riparazione alle «offese fatte a Gesù» come motivo di impegno nelle opere caritatevoli.
Soltanto nel 1909 si decise a prendere la cittadinanza statunitense.
Morì il 22 dicembre 1917 per complicazioni della malaria; quello stesso giorno il suo corpo venne spostato alla Mother Cabrini High School a New York.

## Culto
Nel 1938 fu proclamata beata, nel 1946 santa (la prima della Chiesa cattolica statunitense), nel 1950 "Patrona degli emigranti". La festa liturgica ricorre il 22 dicembre, giorno della sua morte.
Oggi il suo corpo si trova nella chiesa St Cabrini Shrine a New York.

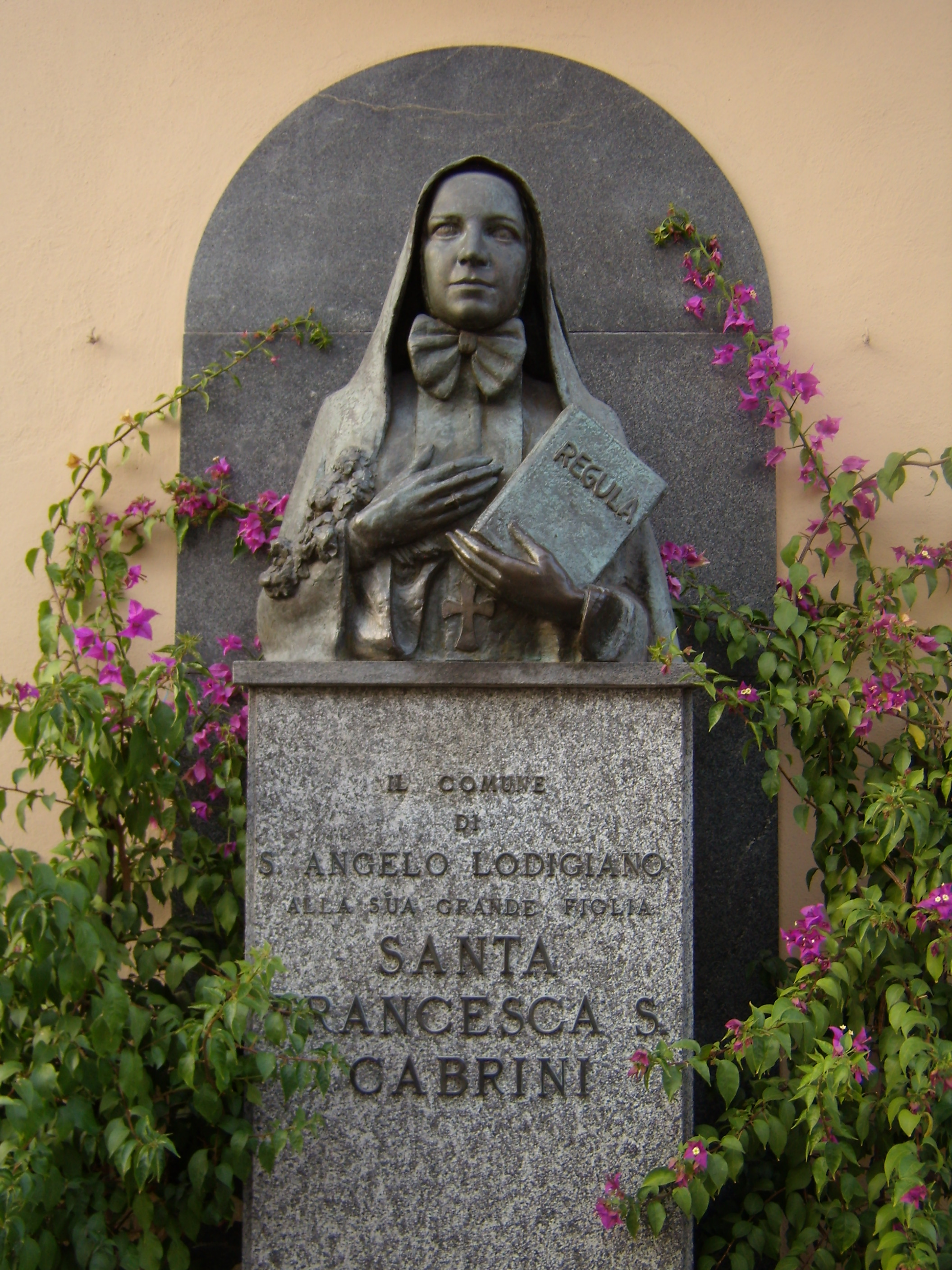
Santa Francesca Saverio Cabrini, Sant'Angelo Lodigiano

## Omaggi
- A Sant'Angelo Lodigiano, dove nacque, è presente una statua in bronzo con le sue fattezze, opera dello scultore Enrico Manfrini (1987).

- Nel novembre 2010 le è stata intitolata la stazione di Milano Centrale.

- Brescia, Castione della Presolana, Codogno, Rozzano, Milano, Genova, Lodi, Inzago, Torino e Caselle Landi le hanno dedicato una via.

- A Taranto le è stato intitolato un istituto professionale, con indirizzo turistico, chimico biologico, audiovisivo, grafico pubblicitario e commerciale.

- Nel 2020 le è stata eretta una statua nel Battery Park di New York. L'opera è stata realizzata dagli artisti Giancarlo Biagi e Jill Burkee.

## Nella cultura di massa
- Le fu dedicata un'opera teatrale, interpretata da Bedy Moratti.

- Mother Cabrini è un film biografico del 2019 sulla fondazione della comunità religiosa negli USA.

- Nel marzo 2024 negli Stati Uniti d'America è uscito il film Cabrini[7], con la regia di Alejandro Monteverde, dove la santa è interpretata da Cristiana Dell'Anna.[8]

## Bibliografia

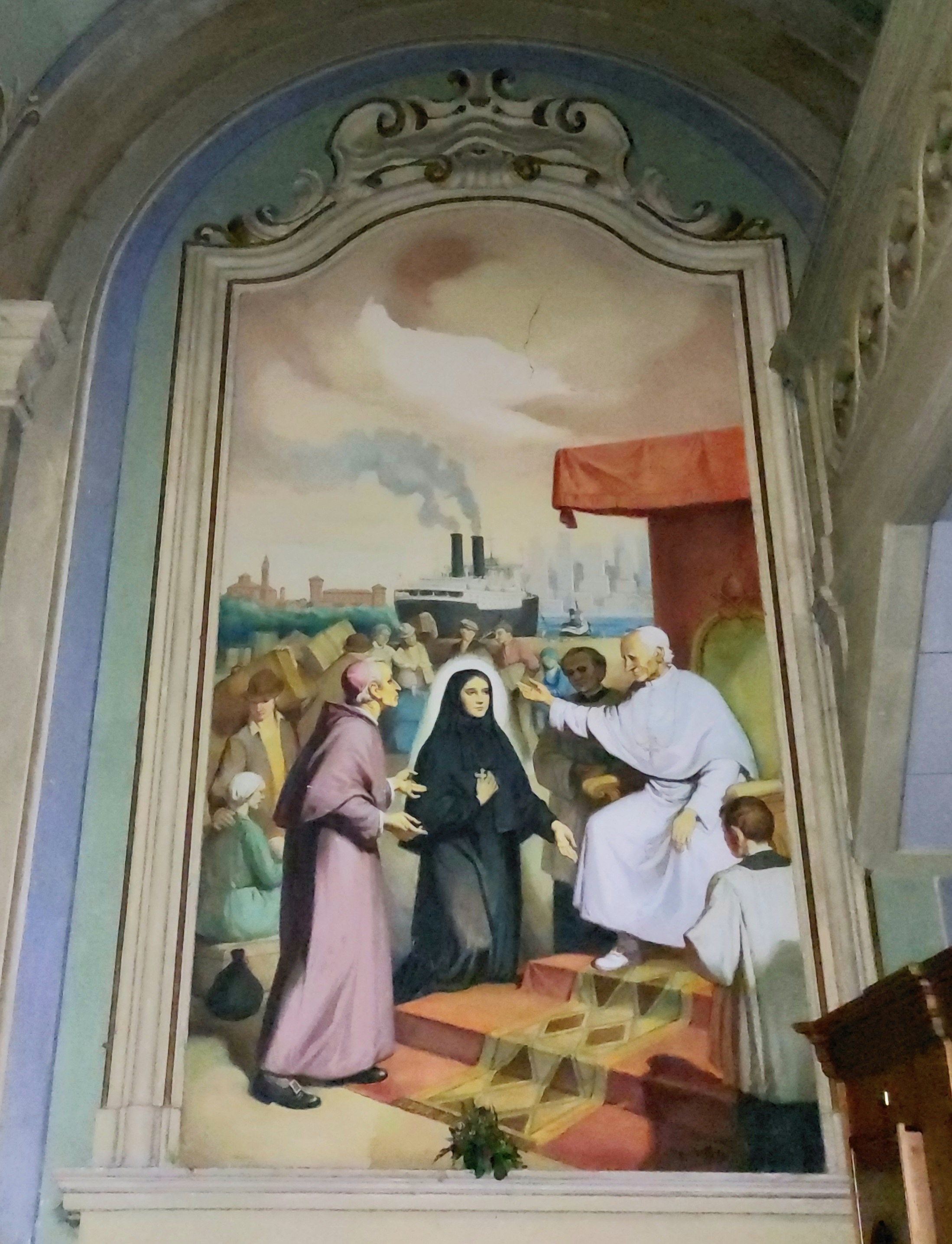
L'affresco di madre Cabrini che, accompagnata da mons. Scalabrini, riceve da papa Leone XIII l'incarico di missionaria der gli Stati Uniti (Opera di Luigi Arzuffi, 1984, chiesa parrocchiale di Caselle Landi.